# Siete Municipios

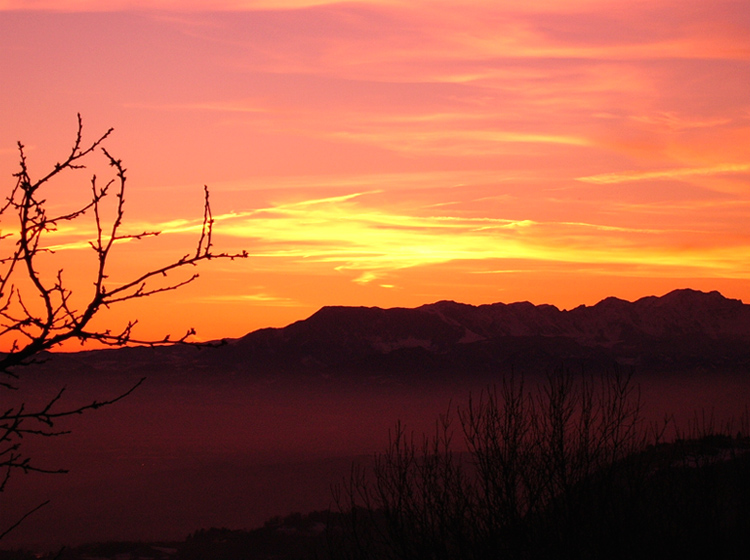
Los Pequeños Dolomitas vicentinos vistos desde el Altopiano dei Sette Comuni.

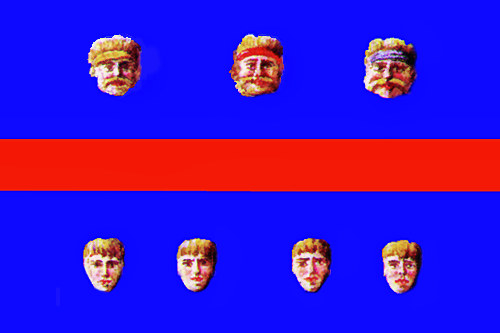
Emblema de las Siete Comunas o Siete Municipios

El altiplano de los Siete Municipios (Hoaga Ebene vun Siiben Kameûn o Hòoge Vüüronge dar Siban Komàüne en lengua cimbra, Altipiano de Settecomuni o sencillamente Settecomuni o Altipiano de Asiago en italiano normativo) es una vasta meseta italiana que se encuentra en los Prealpes Vicentinos al norte de la provincia de Vicenza en el límite con la provincia de Trento.
El altiplano es un enclave lingüístico de lengua germánica (cimbra). La capital es Asiago. En 2008 tenía 21.447 habitantes. 

## Nombres
Tal como se ha indicado en la entradilla, los nombres vernáculos de esta pequeña aunque curiosa región son Altopiano dei Sette Comuni (Altiplano de las Siete Comunas) en italiano o su equivalente Hoaga Ebene vun Siiben Kameûn en lengua cimbra, conocido también con el nombre de Altopiano di Asiago (Altiplano de Asiago) al ser Asiago el nombre de su centro urbano principal.

## Geografía
Según la subdivisión orográfica internacional de los Alpes es un subgrupo de los Altiplanos. Gran parte del territorio antiguamente estaba subdividido en siete circunscripciones en una Federación autónoma llamada Spettabile Reggenza dei Sette Comuni.
Comprendido entre los ríos Astico y Brenta, el macizo tiene una extensión, en relación con el ámbito administrativo de los Siete Municipios, de 473,5 km², pero la extensión geográfica del grupo montañoso en sí mismo alcanza los 878,3 km² dado que parte de su territorio queda en otros ámbitos administrativos (como la Val di Sella/Valle de Sella, la Piana di Vezzena / Planicie de Vezzena y parte de la Marcesina en el Trentino y las colinas subalpinas del Pedemonte Vicentino). Su altitud está comprendida entre los 87 m s. n. m. y los 2341 m.
La extensión de la meseta en sentido estricto es de 560,1 km² con una altura media de 1317 m.

Se trata de un macizo de forma en términos generales cuadrangular por alrededor de 25 km en sentido este-oeste y otros 30 km en sentido norte-sur y está delimitado por un sistema de grandes escarpes. El grupo montañoso está constituido por una sucesión de rocas sedimentarias que están depositados en ambiente marino hace entre 223 y 35 millones de años. Ocupa una posición central en la cara de los Prealpes Vénetos.
La meseta, en sentido estricto, está formada por una cuenca central con altitud media que está en torno a los 1000 metros, y estaba delimitada hacia el norte por una segunda meseta seguido por una serie de cimas que se elevan más de 2.000 metros de altura (máxima elevación en la Cima XII), mientras hacia el sur la cuenca está cerrada por una serie de colinas que se van degradando hacia la Llanura Padana. Rodo se apoya en una base de dolomía, mientras que los estrados superiores están formados por caliza gris (rica en fósiles) a los cuales a menudo se añaden otras rocas diversas.
| Comunas | Cimbriano      | alemán        | habitantes | Altitud (msnm) | Notas                                                         |
| Asiago  | Sléghe/Schlège | Schlägen      | 6533       | 1001           |                                                               |
| Enego   | Ghenébe/Jenève | Jeneve        | 1927       | 800            |                                                               |
| Foza    | Vüsche/Vütsche | Fütze         | 731        | 1083           |                                                               |
| Gallio  | Gell(e)/Ghèl   | Gelle         | 2331       | 1093           |                                                               |
| Lusiana | Lusaan         | Lusian        | 2833       | 752            |                                                               |
| Roana   | Robàan         | Rovan or Rain | 4245       | 994            |                                                               |
| Rotzo   | Rotz           | Ross          | 620        | 938            |                                                               |
| Conco   | Kunken         |               | 2252       | 830            | la "octava comuna", una frazione de Lusiana hasta el año 1796 |